# أندريييفكا (محافظة زابوروجييه)
أندريييفكا (Андріївка) هي بلدة من النمط المدني في محافظة زابوروجييه في أوكرانيا.